# Luis de Haro y Guzmán
Luís de Haro y Guzmán, VI marquês de Carpio, I Duque de Montoro, II Conde-Duque de Olivares (Valladolid, 17 de fevereiro de 1598 — Madrid, 26 de novembro de 1661) foi uma figura política do Império Espanhol e General do exército espanhol durante o período da Guerra da Restauração.
Destacou-se militarmente durante a Revolta da Catalunha e foi um dos principais negociadores do Tratado dos Pirenéus, no âmbito da Guerra dos Trinta Anos. Pelo contrário, durante a Guerra da Restauração a sua prestação foi considerada uma completa derrota, principalmente depois de liderar o exército espanhol na Batalha das Linhas de Elvas, no dia 14 de Janeiro de 1659.[carece de fontes?]
Em 2014, a história de Dom Luís de Haro, foi integrada num novo projeto do Ministério da Defesa Nacional, criado com o apoio do Turismo de Portugal, chamado Turismo Militar, que apresenta roteiros históricos baseados em heróis portugueses.